# Charles de Maillé de La Tour-Landry
Charles de Maillé de La Tour-Landry, 2e duc de Maillé né à Paris le 10 janvier 1770 et mort dans la même ville le 5 janvier 1837, est un général et homme politique français.

## Biographie
Charles François Armand de Maillé de La Tour-Landry est le fils du duc Charles René de Maillé de La Tour-Landry (1732-1791), lieutenant général des armées du roi, et de Madeleine Angélique de Bréhan, petite-fille et cohéritière du riche financier Paul Delpech de Chaumot, et dame du palais de la reine Marie Antoinette.
Marié à la fille du duc Jacques-Charles de Fitz-James, puis en 1811 à Blanche-Joséphine Le Bascle d'Argenteuil, il est le père, du premier lit, de Claire de Maillé de La Tour-Landry (épouse d'Edmond de La Croix de Castries), et du second lit, du duc Jacquelin de Maillé de La Tour-Landry (1815-1876) et d'Armand-Urbain de Maillé de La Tour-Landry (1816-1903).
Avant la Révolution, Charles de Maillé devient gentilhomme de la Chambre de Monsieur.
À la Révolution, il émigre avec les princes, mais dut revenir en France en 1801 pour régler des affaires de famille. Il se tint en dehors des affaires politiques jusqu'à la chute de l'Empire, prit une grande part aux mouvements royalistes du 31 mars 1814, et porteur des dépêches du gouvernement provisoire, se rendit au devant de Louis XVIII, qu'il rencontra à Vitry[Lequel ?].
Il reprit auprès du roi ses anciennes fonctions, fut nommé pair de France le 4 juin 1814, puis maréchal de camp le 8 août 1814. En 1815, il accompagne le comte d'Artois à Lyon, et reçut ensuite l'ordre de se rendre à Besançon, auprès du duc de Berry, à qui il apprit les événements de Grenoble. Il concerta un plan d'action avec le maréchal Ney, mais leurs combinaisons n'aboutirent pas. Il suivit alors en 1815 Louis XVIII à Gand.
En 1816, il préside le conseil de guerre qui condamna le général Bonnaire et son aide de camp.
À la Chambre haute, il se montra toujours royaliste intransigeant et refusa de prêter serment à Louis-Philippe en 1830.
Il est nommé chevalier de l'ordre du Saint-Esprit le 30 mai 1825.